# Ntcheu
Ntcheu è un centro abitato del Malawi, situato nella Regione Centrale.